# بيرني غيوفريون
بيرني غيوفريون هو لاعب هوكي الجليد كندي، ولد في 14 فبراير 1931 في مونتريال في كندا، وتوفي في 11 مارس 2006 في أتلانتا في الولايات المتحدة بسبب سرطان المعدة.

## وصلات خارجية
- بيرني غيوفريون على موقع دوري الهوكي الوطني (الإنجليزية)
- بيرني غيوفريون على موقع EliteProspects.com (الإنجليزية)
- بيرني غيوفريون على موقع HockeyDB.com (الإنجليزية)
- بيرني غيوفريون على موقع Hockey-Reference.com (الإنجليزية)
- بيرني غيوفريون على موقع قاعة كندا للمشاهير الرياضية (الإنجليزية)
- بيرني غيوفريون على موقع قاعة كيبيك للمشاهير الرياضية (الفرنسية)
- بيرني غيوفريون على موقع إن إن دي بي (الإنجليزية)